# Colleville
Colleville é uma comuna francesa na região administrativa da Normandia, no departamento de Sena Marítimo. Estende-se por uma área de 7,37 km². Em 2010 a comuna tinha 779 habitantes (densidade: 105,7 hab./km²).